# Uganda na Letnich Igrzyskach Paraolimpijskich 2008
Uganda na Letnich Igrzyskach Paraolimpijskich reprezentował 1 zawodnik.

## Kadra

### Podnoszenie ciężarów
| Zawodnik        | Kategoria | Wynik    | Pozycja |
| --------------- | --------- | -------- | ------- |
| Billy Ssengendo | do 60 kg  | 152,5 kg | 10.     |